# بريفيليا
بريفيليا هي مدينة تقع في لوهانسك أوبلاست شرق أوكرانيا. تعرضت المدينة للدمار نتيجة الغزو الروسي لأوكرانيا 2022.